# L'Esprit des lieux
Pour film de 2018 réalisé par Serge Steyer et Stéphane Manchematin, voir L'Esprit des lieux (film, 2018).
Pour plus de détails, voir Fiche technique et Distribution.
L'Esprit des lieux est un film québécois de Catherine Martin, sorti en 2006 au Québec.

## Synopsis
La réalisatrice retourne sur les lieux photographiés 35 ans plus tôt par Gabor Szilasi, photographe né à Budapest en 1928, arrivé au Québec en 1957, et ayant réalisé une série de photos dans la région de Charlevoix en 1970.

## Fiche technique
- Titre : L'Esprit des lieux
- Réalisation : Catherine Martin
- Scénario : Catherine Martin
- Caméra : Carlos Ferrand
- Montage : Louise Côté
- Musique : Robert Marcel Lepage
- Son : Martin Allard, Marcel Chouinard, Bernard Gariépy Strobl
- Production : Claude Cartier, Monique Simard (Productions Virage)
- Distribution : Film en vue
- Pays d'origine : Canada
- Genre : Documentaire
- Durée : 84 minutes

## Distribution
- Gabor Szilasi, le photographe, de retour 35 ans après.

## Divers
- Après un long travail de préparation, le film a été tourné au printemps 2005, en 3 semaines, dans la région de Charlevoix au Québec, de Saint-Urbain à l'île aux Coudres, en passant par Baie-Saint-Paul, Les Éboulements et Saint-Joseph-de-la-Rive.
- 11 septembre 2006 : présentation au Festival International du Film de Toronto.
- 14 février 2007 : présentation à la Berlinale (Festival International du Film de Berlin).
- Parmi les photographies de Gabor Szilasi témoignant d'un temps révolu, on peut citer celle du "boute de toute", une "boîte à musique" à succès pour la jeunesse locale au début des années 1970, et celle de la goélette "Mont-Sainte-Marie", qui, après s'être longtemps illustrée sur le Saint-Laurent, a fini calcinée lors d'un incendie.